# Колер, Кауфман
Кауфман Колер (англ. Kaufmann Kohler; 1843—1926) — американский раввин, общественный деятель и энциклопедист немецкого происхождения, один из главных представителей еврейского реформистского движения в Америке. Один из редакторов первой еврейской энциклопедии («Jewish Encyclopedia»; 1901—1906).

## Биография
Кауфман Колер родился в 1843 г. в Фюрте, в Баварии, получил высшее образование в Берлинском и Лейпцигском университетах, а еврейские науки изучал под руководством Самсона-Рафаила Гирша, Авраама Гейгера и других. Из-за своего свободного образа мыслей был лишён возможности стать раввином в Германии, поэтому переселился в Америку (1869), где в течение более 20 лет стоял во главе еврейских общин в Чикаго и Нью-Йорке.
Одно время редактировал еженедельник, посвящённый вопросам реформы, «The Jewish Reformer»; также был редактором философского и теологического отделов «Jewish Encyclopedia».

## Издания
- «Der Segen Jacobs» — диссертация (1868);
- «On capital punishment» (1869);
- «The Song of Songs» (1877);
- «Ethical basis of judaism» (1887)[4].

Колер издал собрание сочинений Давида Эйнгорна в 1880 г. и написал ряд статей в периодических изданиях.
Главным трудом Колера является книга «Grundriss einer systematischen Theologie des Judentums auf geschichtlicher Grundlage» (1910) — одна из первых попыток систематизировать основные принципы еврейской религии всех периодов. Ещё в 1880 году появилась книга христианина Фердинанда Вебера (Ferdinand Wilhelm Weber; 1836—1879) «System der altsynagogalen palästinischen Theologie aus Targum, Midrasch und Talmud» (Лейпциг, 1880), целью которой было изложение также «религиозных представлений еврейства первых христианских веков», как дополнение к системам теологии библейского периода. Несмотря на желание этого автора быть беспристрастным по отношению к еврейству, Колер находил, что изложение Вебера не что иное, как «собрание единичных и вырванных из целой связи изречений раввинов», которое «ещё долго будет служить арсеналом для нападок на еврейскую религию Закона» (de:Gesetzesreligion), «объявленную мёртвой вот уже 19 веков». Ввиду этого Колер задумал опыт системы еврейской теологии, в которой он попытался дать сводку воззрений исторического иудаизма, возможную только при всестороннем знании еврейских источников, выходящем далеко за пределы библейской и апокрифической письменности, преимущественно доступной христианам.